# Мальчугіна Галина В'ячеславівна
Галина В'ячеславівна Мальчугіна (рос. Галина Вячеславовна Мальчугина; дошлюбне прізвище — Міхеєва (рос. Михеева); нар. 17 грудня 1962) — радянська та російська легкоатлетка, яка спеціалізувалася на бігу на короткі дистанції.
На внутрішніх змаганнях в СРСР (пізніше — Росії) представляла Брянськ.
По завершенні змагальної кар'єри перейшла на тренерську роботу.
Донька — Юлія Чермошанська (нар. 1986) — російська легкоатлетка, чемпіонка Європи серед молоді та юніорів у спринтерських дисциплінах.

## Спортивні досягнення
Срібна (1992) та бронзова (1988) олімпійська призерка з естафетного бігу 4×100 метрів. Фіналістка олімпійських змагань з естафетного бігу 4×100 метрів (4-е місце; 1996) та 200 метрів (5-е місце у 1996 і 8-і місця у 1988 та 1992).
Чемпіонка світу (1993) та срібна призерка чемпіонату світу (1991) з естафетного бігу 4×100 метрів. Бронзова призерка чемпіонату світу з бігу на 200 метрів (1995). Фіналістка чемпіонатів світу з естафетного бігу 4×100 метрів (5-е місце; 1997) та бігу на 200 метрів (5-е місце у 1991 та 7-е місце у 1993).
Фіналістка (5-е місце) чемпіонату світу в приміщенні з бігу на 200 метрів (1991).
На Кубку світу була 2-ю в естафетному бігу 4×100 метрів та 5-ю в бігу на 200 метрів (1989).
Чемпіонка Універсіади з бігу на 200 метрів (1989). Срібна призерка Універсіади з естафетного бігу 4×100 метрів (1989).
Срібна (1994) та бронзова (1998) призерка чемпіонатів Європи з естафетного бігу 4×100 метрів. Дворазова бронзова призерка чемпіонатів Європи з бігу на 200 метрів (1990, 1994).
Чемпіонка Європи в приміщенні (1994) та бронзова призерка чемпіонату Європи в приміщенні (1990) з бігу на 200 метрів. Фіналістка (6-е місце) чемпіонату Європи в приміщенні з бігу на 200 метрів.
Переможниця у змаганнях з естафетного бігу 4×100 метрів на п'яти фіналах Кубків Європи (1991, 1995, 1996, 1997, 1998). Ще одного разу була другою на Кубку Європи в цій дисципліні (1989).
Чемпіонка СРСР з бігу на 100 метрів (1991) та естафетного бігу 4×100 метрів (1991). Чемпіонка Росії з бігу на 100 метрів (1996) та 200 метрів (1994). Срібна призерка чемпіонату СРСР з бігу на 100 метрів (1988), 200 метрів (1988) та естафетного бігу 4×100 метрів (1989). Срібна призерка чемпіонатів СНД (1992) та Росії (1997, 1998) з бігу на 100 метрів. Бронзова призерка чемпіонату СРСР з бігу на 200 метрів (1987) та естафетного бігу 4×100 метрів (1987). Бронзова призерка чемпіонату Росії з бігу на 200 метрів (1995).
Чемпіонка СРСР в приміщенні з бігу на 60 метрів (1990) та 200 метрів (1985, 1988). Бронзова призерка чемпіонату Росії в приміщенні з бігу на 200 метрів (1993).

## Визнання
- Заслужений майстер спорту СРСР (1991)
- Заслужений тренер Росії (2009)
- Медаль ордена «За заслуги перед Вітчизною» II ступеня (2010)